# Transdev STRAV
La société de transports automobiles et de voyages (STRAV), ou société de transport automobile de voyageurs (selon son logo), exploitait un réseau de bus desservant le nord-est de l'Essonne et le sud du Val-de-Marne, plus particulièrement des communes importantes comme Choisy-le-Roi, Créteil et Villeneuve-Saint-Georges pour le département du Val-de-Marne ainsi que Brunoy, Montgeron et Yerres pour le département de l'Essonne. L'entreprise fait partie de Transdev Île-de-France (branche du groupe Transdev).

## Histoire
La STRAV a été fondée par Auguste Baillergeau, et dirigée par son fils, René Baillergeau, pendant plus de quarante ans.
Auguste Baillergeau exploite sa première ligne d’autobus sur le périmètre de l’actuelle 
communauté d'agglomération du Val d'Yerres. Elle desservait le quartier des Bosserons et la Pyramide depuis la gare SNCF. C’était en 1926, à Brunoy.
En 1939, l’entreprise possède six véhicules. De retour d’exode, Auguste Baillergeau, pour rendre service aux réfugiés qui rentrent sur Paris et pallier la désorganisation de la SNCF, crée une ligne « Brunoy – Montgeron – Villeneuve-Saint-Georges – Paris (Place de la Nation) ». À la fin des années 1950, l’entreprise connaît une importante progression avec la création d’une ligne sur Quincy-sous-Sénart et Villeneuve-Saint-Georges et la reprise des Cars Martelet à Yerres. Des lignes continuent de se créer et, en 1969, la société de la famille Baillergeau devient la « Société de transports automobiles et de voyages » (STRAV).
Elle exploita pendant plusieurs années quelques lignes au départ de la gare de Combs-la-Ville - Quincy pour le compte du Syndicat d'agglomération nouvelle de Sénart-Ville Nouvelle. Un dépôt était d'ailleurs situé en bordure de la ligne de Paris-Lyon à Marseille-Saint-Charles, dans la zone industrielle de Combs-la-Ville. En 1999, la STRAV est rachetée par Veolia Transport (anciennement CGEA puis Connex) qui deviendra Veolia Transdev puis Transdev.
Le 8 janvier 2008, est créée la ligne X (Crosnes à Yerres).
Le 1er mai 2016, les lignes A, L, E et Q sont modifiées comme suit :
- les lignes A et L fusionnent en une nouvelle ligne A qui relie Brunoy Pyramide (Essonne) à Choisy-le-Roi Pont TVM ;
- les lignes E et Q fusionnent également et deviennent la nouvelle ligne E entre Brunoy Gare RER D et Villeneuve-Saint-Georges Centre hospitalier ;
- les nouvelles lignes P et V sont lancées pour se rendre plus rapidement à Montgeron.

Le 3 septembre 2018, les lignes C, E, M et X sont modifiées et renforcées comme suit :
- les lignes C1, C2 et C3 sont supprimées et remplacées par une nouvelle ligne C reliant Épinay-sous-Sénart à la gare de Boussy-Saint-Antoine via la gare de Brunoy. De plus, l'amplitude horaire est élargie toute la semaine avec, du lundi au vendredi, un premier départ le matin à 3 h 53 et un dernier départ à 23 h 45. Enfin, l'offre est renforcée le samedi aux heures de pointe avec un passage toutes les quinze minutes ;
- sur la ligne E, toutes les courses sont prolongées jusqu'à la gare de Brunoy. De plus, l'offre est renforcée le samedi avec une fréquence d'un bus toutes les 45 minutes ;
- la ligne M fonctionne dorénavant toute la journée sans interruption avec un dernier départ à 22 h 5. De plus, un service est créé le samedi ;
- la ligne X est prolongée jusqu'à la gare de Boussy-Saint-Antoine en reprenant la desserte abandonnée par la ligne C. De ce fait, l'offre est renforcée toute la semaine avec une extension de l'amplitude horaire et un service est créé le week-end.

### Ouverture à la concurrence
En date du 1er août 2022, les lignes A, C, D, E, E1, E2, F, F4, G1, G2, H, I, M, N, P, Quincy Bus, R1, R1A, R1B, R2, R3, S, V, X et les Bus de Soirée intègrent le réseau de bus Val d'Yerres Val de Seine en raison de l'ouverture à la concurrence de ceux-ci.
Le 1er août 2023, les lignes B, J1, J2, K, O1, O2 et U intègreront le réseau de bus Marne et Seine pour la même raison, la SETRA perdra de fait ses dernières lignes.

## Organisation
La société, dont le siège est situé 19 route nationale à Brunoy, a la forme d'une société par actions simplifiée ; elle est immatriculée au registre du commerce et des sociétés (RCS) d'Évry, sous le numéro 956 200 323. Un dépôt de bus est également présent à Limeil-Brévannes. Au 1er août 2022, le centre bus de Brunoy est repris par Île-de-France Mobilités et mis à disposition par Keolis dans le cadre de la délégation de service public.

### Chiffres
Pour l'année 2006, l'activité de la société se caractérise par les chiffres suivants : 12 millions de voyageurs, 259 points d'arrêts, 137 véhicules et 200 conducteurs.

## Galerie de photographies

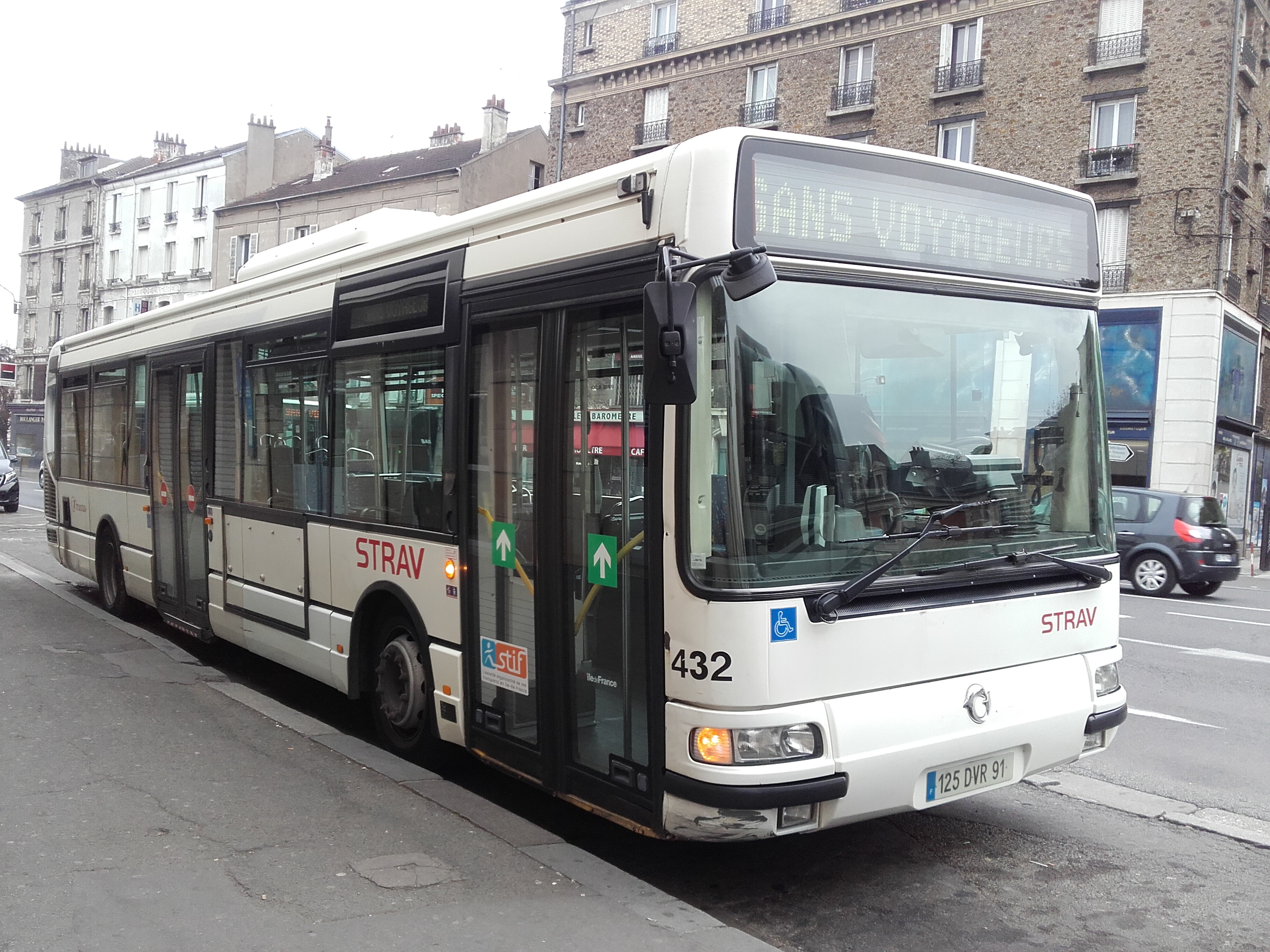
Irisbus-Iveco Agora Line no 432 devant la gare de Villeneuve-Saint-Georges.
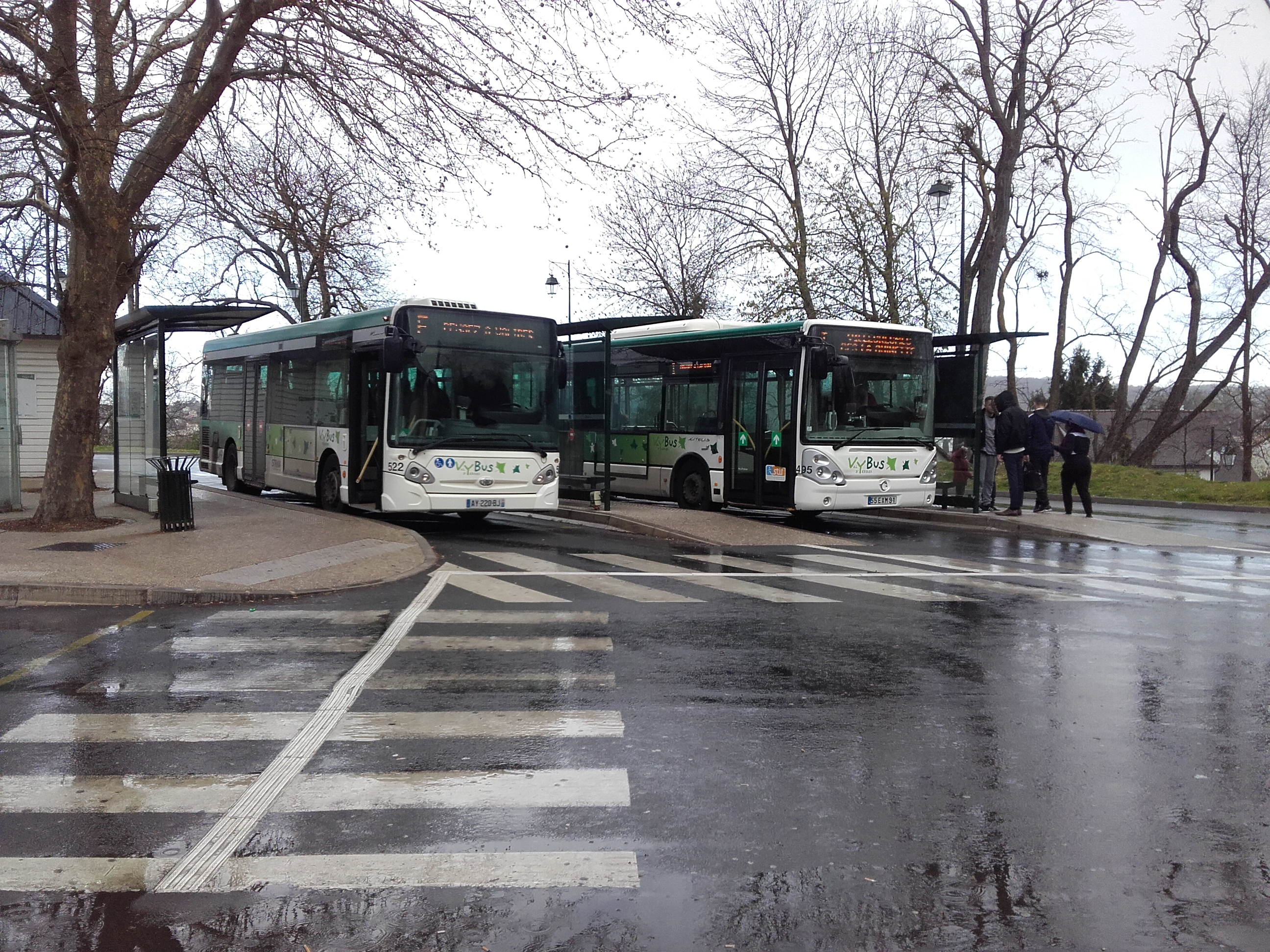
Heuliez GX 127  no 522 & Irisbus-Iveco Citelis 12 no 495 en gare routière d'Yerres.
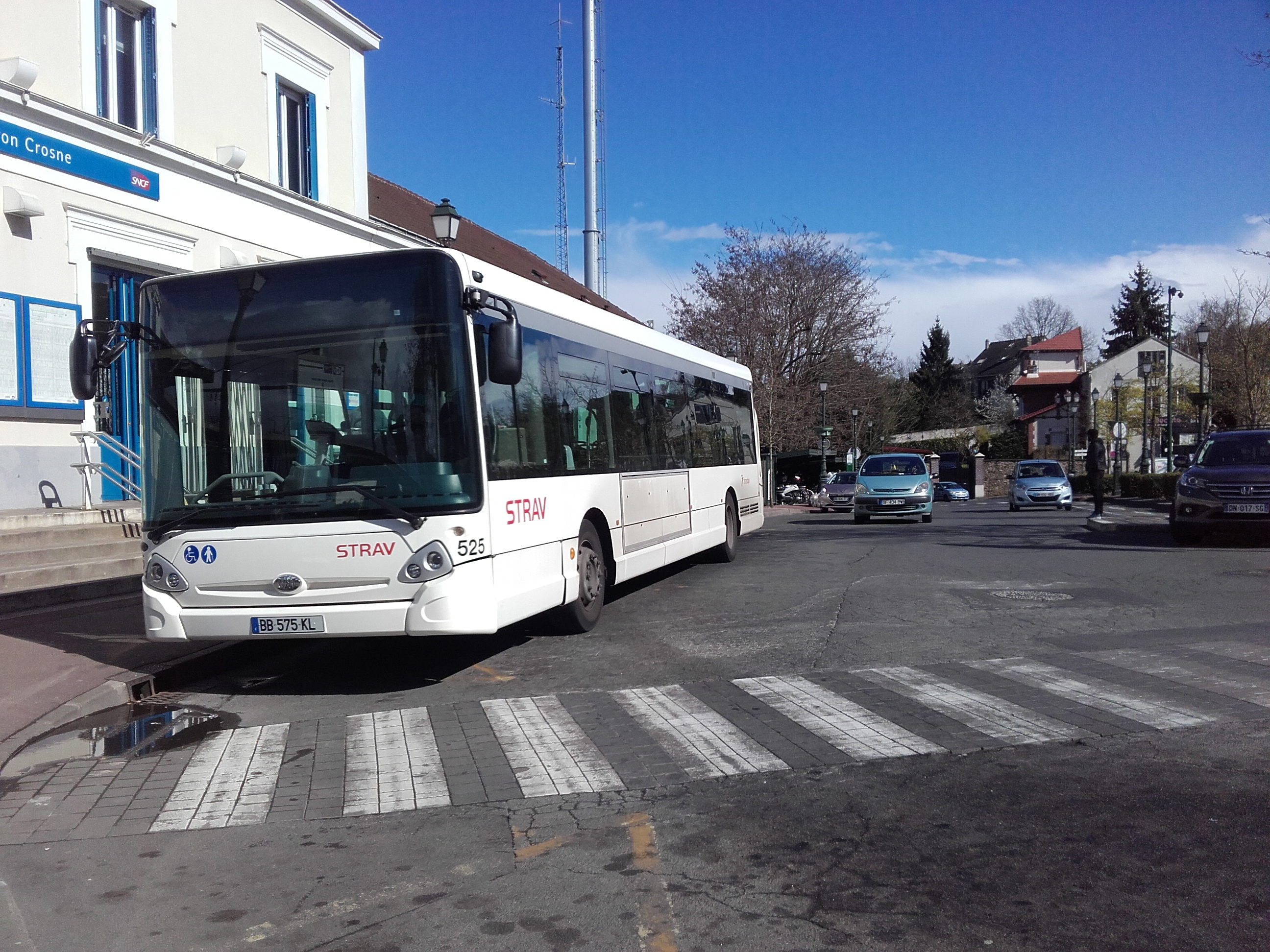
Heuliez GX 327 no 525 en gare de Montgeron - Crosne.
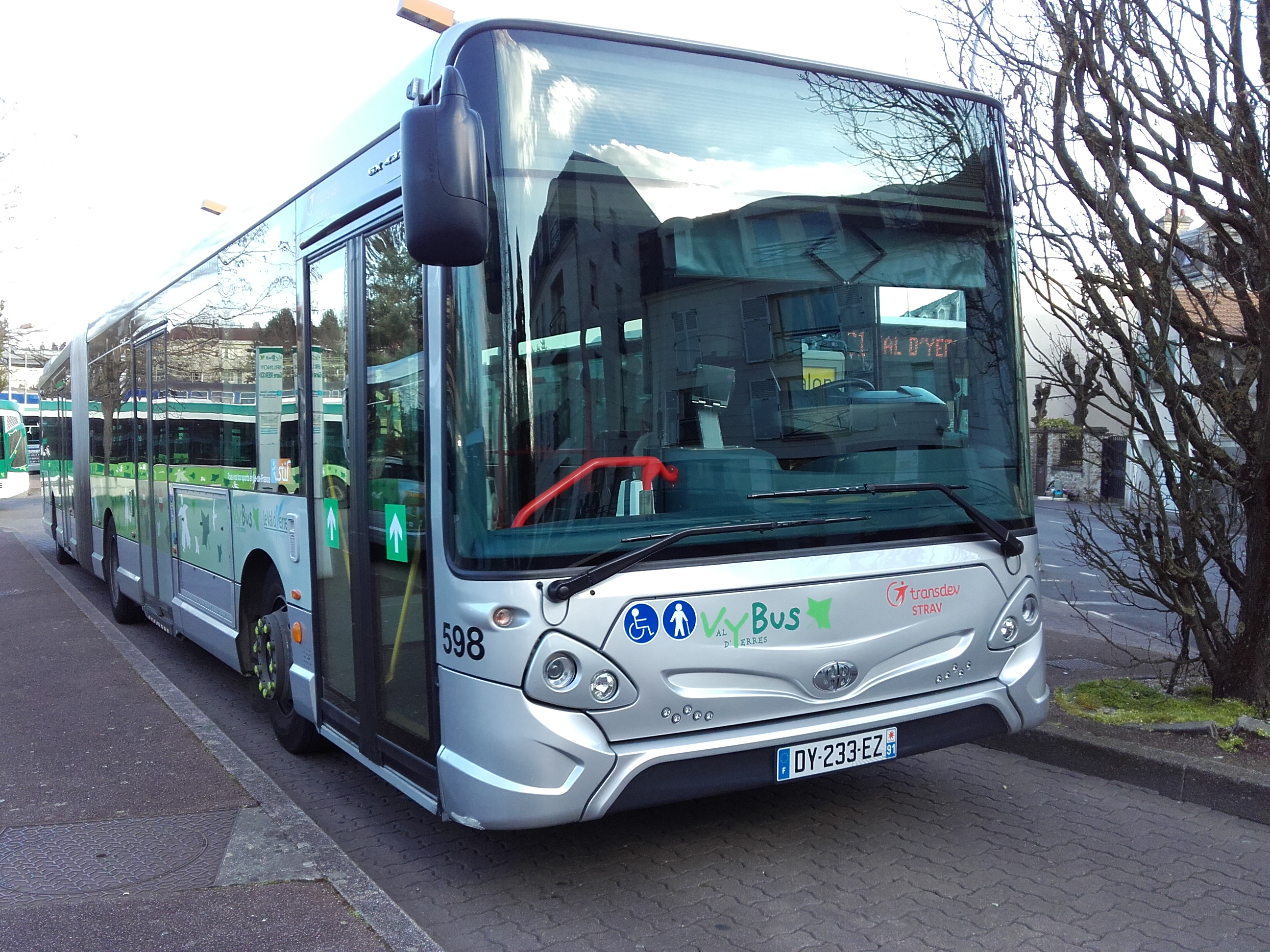
Heuliez GX 437 no 598 en gare routière de Brunoy.
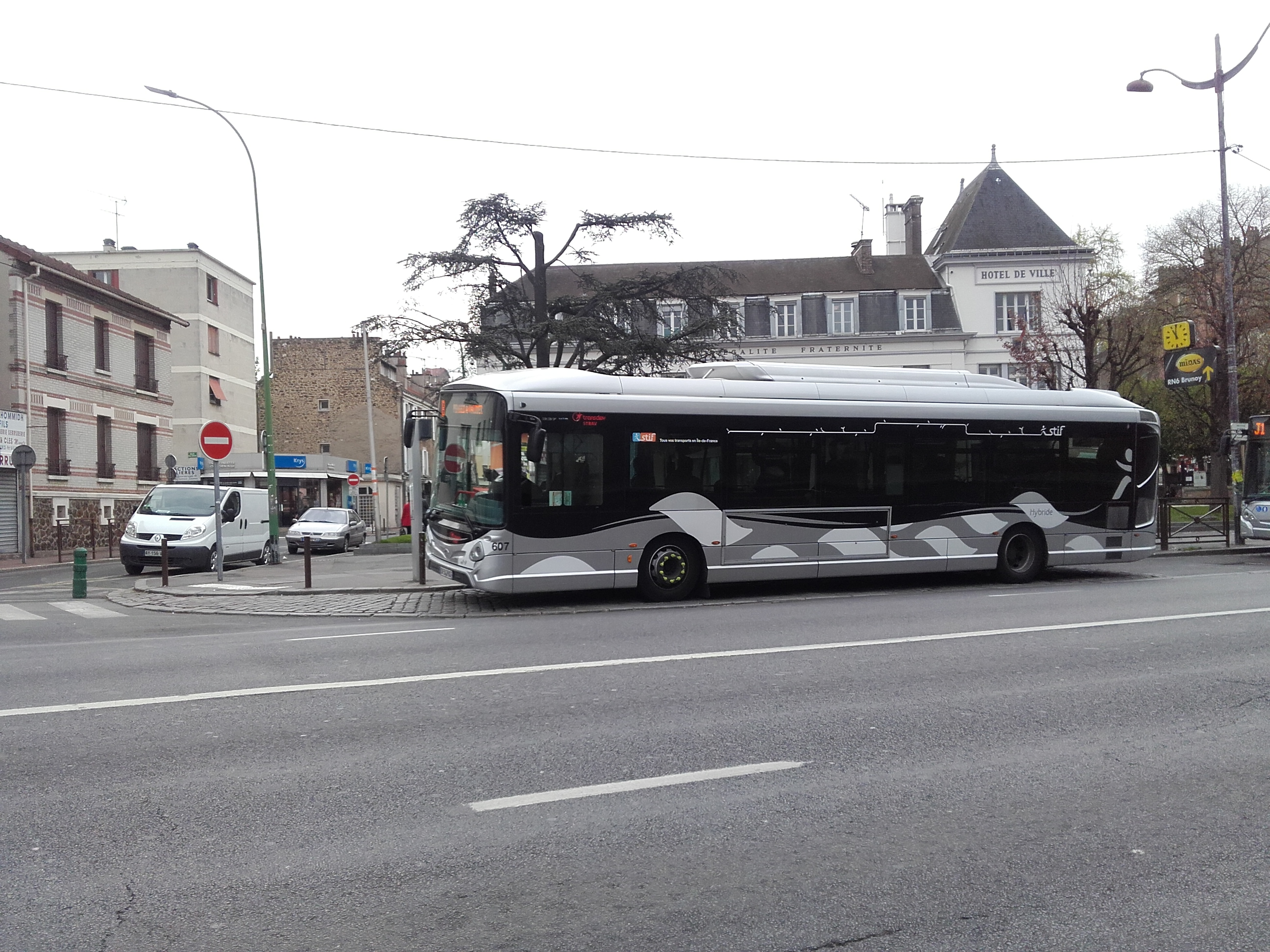
Heuliez GX 337 hybride no 607 à Villeneuve-Saint-Georges.
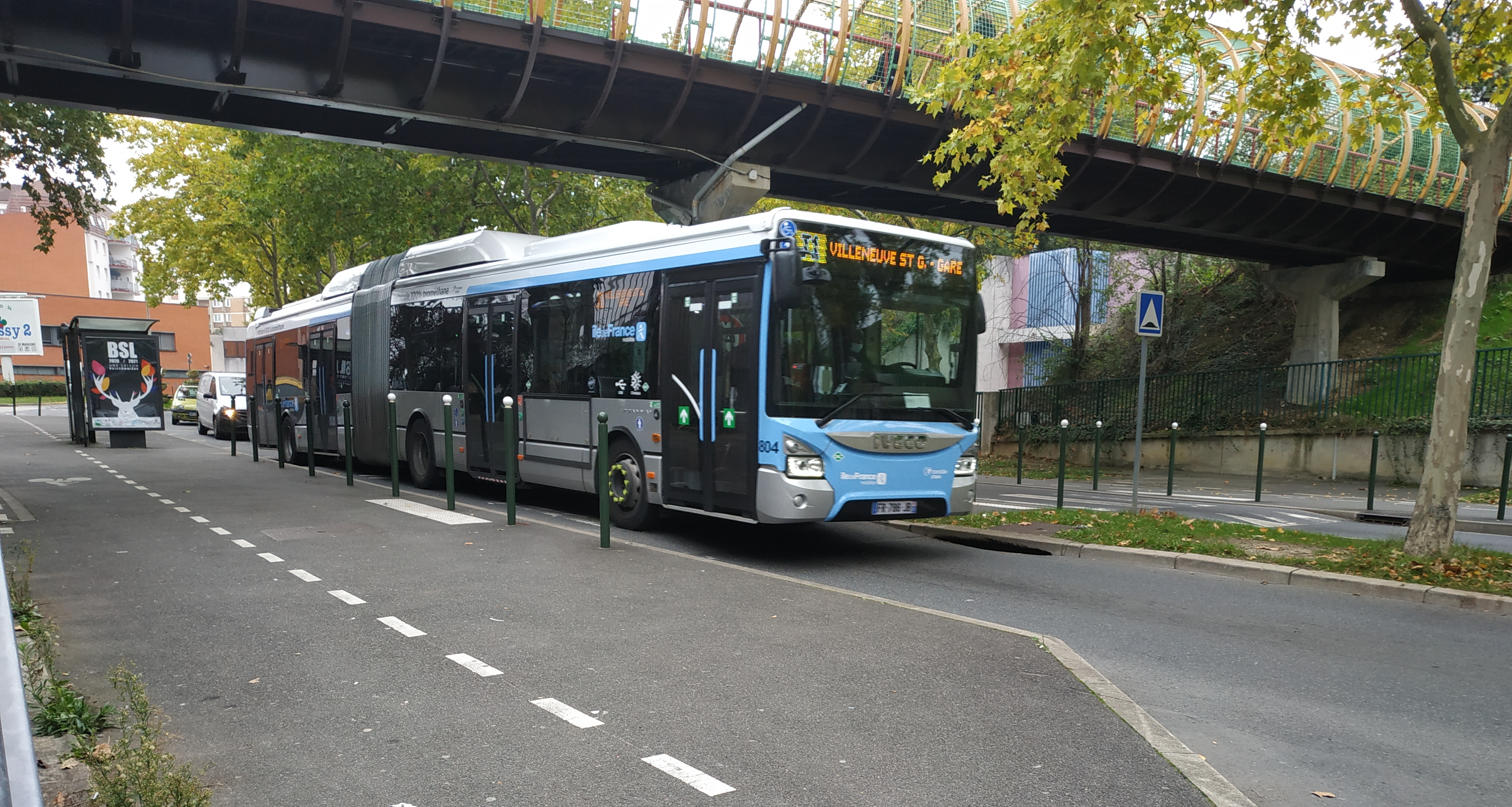
Iveco Urbanway 18 GNC à Boissy-Sant-Léger.

## Identité visuelle

Logo de la STRAV jusqu'en 2013
Logo de la STRAV depuis 2013